# 関口太郎 (レーサー)
関口 太郎（せきぐち たろう、1975年12月5日 - ）は、東京都府中市出身のモーターサイクルレーサー。家業の常道屋石材店も経営している。

## 来歴
両親がモータースポーツ好きであり、関口が子供のころから鈴鹿サーキットにレース観戦に行った経験がある。中学1年から東京都立調布南高等学校1年までミニバイクレースに参戦。16歳で免許を取得してからはロードレースに参戦する。
2001年、全日本ロードレース選手権GP250チャンピオン。
2002年、ロードレース世界選手権(MotoGP)GP250に参戦（Dark Dog Yamaha Kurz）。
2003年、ロードレースヨーロッパ選手権GP250に参戦（EDO Racing）。8戦全勝でチャンピオンになる。特に最終戦（カルタゲナ）は、前年度のチャンピオンが緊急参戦して関口の全勝優勝の阻止を狙ったが、関口は接戦をものにして、モータースポーツの主要な選手権シリーズに於いてほとんど前例がない『全勝優勝』の偉業を達成した。
2004年、再びMotoGP(GP250)に参戦（NC World Trade）。
2005年、カンペテッラレーシング（アプリリア）に移籍。開幕直前に大口スポンサーが音信不通となり、急遽自身の公式サイトから個人スポンサーを募集する事となった。
この事実を知った2ちゃんねるの有志『Team2ch』をはじめとした個人スポンサーが関口を応援。目標金額3,000万円のうち、全体で800万円以上（うちTeam2chで約280万円）の資金を提供。この件で東京中日スポーツは電車男をもじった「単車男」という名前を付け、『単車男に資金を』という見出しで報じた。
開幕前のテストで負傷し、シリーズには後半から復帰。プライベーター上位の10位を2度記録する。
2006年、再びカンペテッラレーシングより参戦。個人スポンサー企画も継続される。
スポンサー活動の一環として、3月27日、リアランドレーベルより、萬Z(量産型)他が参加する関口の応援CD「フルスロットル〜TO THE TOP〜」が発売。収録曲の作者全員が著作権管理をJASRACに信託せず、リアランド自体で著作権管理を行う（管理楽曲）事によって、FLASH・REMIX等の自由な創作をやってもらうと共に、浮いた分の著作権料がそのまま関口のスポンサー料となる企画が展開される。
この年も開幕戦で負傷し、シリーズには後半から復帰するも、負傷時の現地での手術が芳しくなく、本来の成績を残せないまま終わる。
シーズン終了後に、芳しくない患部を日本の病院で再手術。
2007年、引き続きカンペテッラレーシングより参戦。3年目となる個人スポンサー企画も継続される。
世界ロードレース選手権第12戦チェコGPで転倒したマルコ・シモンチェリを避けようとしたところ跳ね返ってきたマシンに接触、大きく飛ばされて負傷した。
スポンサー活動の一環として、オリジナルグッズ販売が展開される。
2008年は一旦国内に戻り、「プラスミューレーシング」から全日本ロードレース選手権GP250クラス参戦を発表。
2009年、「チームプラスワン」とジョイントし「Team TARO&PLUS ONE」として全日本ロードレース選手権ST600クラス参戦を発表。
2010年も同一体勢で参戦。
スポンサー活動として、Team2ch時代に関口に提供された応援楽曲を再構成したダウンロード専用アルバムをチーム名義で発売。
2011年もチームは同一体勢。ただし、従来のST600に加えて「J-GP2」クラスへのエントリーを表明している。（全日本ロードレース選手権2011年間エントリー(superbike.jp)より）
2012年はJ-GP2クラスに専念する。チーム、マシンは同一。（superbike.jpより）
好きな食べ物は麺類など。嫌いな食べ物は寿司など（生ものが苦手とのことである）。趣味はバイク（ヤマハ・マジェスティ）、パソコン（スポンサー探しもネットで行ったのは前述の通り）。

## レース戦歴
- 1992年 - 関東ロードレース選手権S80参戦
- 1993年 - 関東ロードレース選手権NB125参戦
  - SUGOロードレース選手権NB125参戦
  - エビスロードレース選手権NB125参戦
  - 西仙台ハイランドロードレース選手権NB125参戦
- 1994年 - スーパーカップロードレース選手権イースタンシリーズNA250参戦
- 1995年 - 全日本ロードレース選手権GP250 ランキング16位
- 1996年 - 全日本ロードレース選手権GP250 ランキング13位
- 1997年 - 全日本ロードレース選手権GP250 ランキング11位
- 1998年 - 全日本ロードレース選手権GP250 ランキング9位
- 1999年 - 全日本ロードレース選手権GP250 ランキング8位
  - ロードレース世界選手権デビュー（日本GP・もてぎ）
- 2000年 - 全日本ロードレース選手権GP250 ランキング4位（1勝）
- 2001年 - 全日本ロードレース選手権GP250 チャンピオン（2勝）
- 2002年 - ロードレース世界選手権GP250 ランキング29位（16戦中9戦参戦）
- 2003年 - ロードレースヨーロッパ選手権GP250 チャンピオン（8戦全勝）
- 2004年 - ロードレース世界選手権GP250 ランキング31位
- 2005年 - ロードレース世界選手権GP250　ランキング21位
開幕直前に大口スポンサーが音信不通となり、急遽個人スポンサーを募集
- 2006年 - ロードレース世界選手権GP250参戦
- 2007年 - ロードレース世界選手権GP250参戦　ランキング22位
- 2008年 - 全日本ロードレース選手権GP250参戦　ランキング4位
- 2009年 - 全日本ロードレース選手権ST600参戦　ランキング13位
- 2010年 - 全日本ロードレース選手権ST600参戦　ランキング13位
- 2011年 - 全日本ロードレース選手権J-GP2ランキング2位 Team TARO PLUS ONE TSR・TSR6
- 2011年 - 全日本ロードレース選手権ST600ランキング2位 Team TARO PLUS ONE ホンダ・CBR600RR
- 2012年 - 全日本ロードレース選手権J-GP2ランキング8位 Team TARO TSR・TSR6
- 2013年 - 全日本ロードレース選手権J-GP2ランキング12位 MSK Team TARO PLUS ONE ヤマハ・YZF-R6
- 2014年 - 全日本ロードレース選手権J-GP2ランキング6位 Team TARO PLUSONE TSR・TSR2
- 2015年 - 全日本ロードレース選手権J-GP2ランキング3位 MISTRESA with HARC-PRO. HARC-Pro・HP6
- 2016年 - 全日本ロードレース選手権J-GP2ランキング2位 MISTRESA with HARC-PRO. HARC-Pro・HP6
- 2016年 ロードレース世界選手権Moto2クラス第15戦スポット参戦、22位 Team Taro Plus One TSR
- 2017年 - 全日本ロードレース選手権J-GP2ランキング2位 SOX Team TARO PLUSONE. HARC-Pro・HP6
- 2018年 - 全日本ロードレース選手権J-GP2ランキング2位 SOX Team TARO PLUSONE. HARC-Pro・HP6
- 2019年 - 全日本ロードレース選手権JSB1000ランキング14位 Team ATJ ホンダ・CBR1000RR SP2
- 2020年 - 全日本ロードレース選手権JSB1000ランキング9位 SANMEI Team TARO PLUSONE BMW・S1000RR
- 2021年 - 全日本ロードレース選手権JSB1000ランキング11位 SANMEI Team TARO PLUSONE BMW・S1000RR
- 2022年 - 全日本ロードレース選手権JSB1000ランキング9位 SANMEI Team TARO PLUSONE BMW・M1000RR
- 2023年 - 全日本ロードレース選手権JSB1000ランキング12位 SANMEI Team TARO PLUSONE BMW・M1000RR
- 2024年 - 全日本ロードレース選手権JSB1000ランキング11位 SANMEI Team TARO PLUSONE BMW・M1000RR

### 鈴鹿8時間耐久ロードレース
| 年   | チーム                                            | ペアライダー          | 車番 | マシン            | タイヤ | 予選順位 | 予選タイム      | 決勝順位 | 周回数 |
| ---- | ------------------------------------------------- | --------------------- | ---- | ----------------- | ------ | -------- | --------------- | -------- | ------ |
| 2007 | Deotex PANTHERAレーシング by PLOT                 | 生形秀之              | 53   | スズキ・GSX-R1000 | B      | 13       | 2'11”373        | 27位     | 202    |
| 2008 | チーム・ヨシハル四日市 & K1レーシング             | 須貝義行              | 18   | ホンダ・CBR1000RR | B      | 25       | 2'13”322        | Ret      | 183    |
| 2009 | テルル・ハニービーレーシング                      | 野田弘樹              | 99   | ホンダ・CBR1000RR | B      | 7        | 2'10”309 (野田) | 10位     | 178    |
| 2010 | テルル・ハニービーレーシング                      | 野田弘樹              | 999  | ホンダ・CBR1000RR | B      | 9        | 2'11”401 (野田) | 7位      | 210    |
| 2011 | テルル・ハニービーレーシング                      | 野田弘樹 岩田悟       | 999  | ホンダ・CBR1000RR | B      | 11       | 2'10”681 (岩田) | 8位      | 210    |
| 2015 | 全国ホンダドリーム会 中部ブロックレーシングチーム | 鈴木慎吾 中垣寿郎     | 9    | ホンダ・CBR1000RR | B      | 29       | 2'12”968 (関口) | 49位     | 157    |
| 2016 | ミストレーサ with ATS                             | 中津原尚宏 小林龍太   | 18   | ホンダ・CBR1000RR | B      | 19       | 2'10”233 (小林) | 9位      | 212    |
| 2022 | 三明電気工事 Team TARO PLUSONE                    | 奥田教介 佐藤太紀     | 44   | BMW・M1000RR      | B      | 23       | 2'10”083 (関口) | 14位     | 204    |
| 2023 | 三明電気工事 Team TARO PLUSONE                    | 奥田教介 出口修       | 44   | BMW・M1000RR      | B      | 17       | 2'08”428 (関口) | 16位     | 207    |
| 2024 | TeamTARO プラスワン with SDG                      | 奥田教介 ベン・ヤング | 6    | BMW・M1000RR      | B      | 23       | 2'08”944 (Avg.) | 13位     | 214    |

## ロードレース世界選手権[1]
| 順位     | 1  | 2  | 3  | 4  | 5  | 6  | 7 | 8 | 9 | 10 | 11 | 12 | 13 | 14 | 15 |
| ポイント | 25 | 20 | 16 | 13 | 11 | 10 | 9 | 8 | 7 | 6  | 5  | 4  | 3  | 2  | 1  |

（凡例）（太字はポールポジション、斜体はファステストラップ）
| 年     | クラス | チーム                  | マシン | 1      | 2      | 3      | 4      | 5      | 6      | 7      | 8      | 9      | 10     | 11     | 12     | 13     | 14     | 15     | 16     | 17     | 18     | ポイント | ランキング | 勝利数 |
| ------ | ------ | ----------------------- | ------ | ------ | ------ | ------ | ------ | ------ | ------ | ------ | ------ | ------ | ------ | ------ | ------ | ------ | ------ | ------ | ------ | ------ | ------ | -------- | ---------- | ------ |
| 1999年 | 250cc  | ヤマハ                  | YZR250 | MAL -  | JPN NC | ESP -  | FRA -  | ITA -  | CAT -  | NED -  | GBR -  | GER -  | CZE -  | IMO -  | VAL -  | AUS -  | RSA -  | BRA -  | ARG -  |        |        | 0        | -          | 0      |
| 2000年 | 250cc  | ヤマハ                  | YZR250 | RSA -  | MAL -  | JPN 14 | ESP -  | FRA -  | ITA -  | CAT -  | NED -  | GBR -  | GER -  | CZE -  | POR -  | VAL -  | BRA -  | PAC -  | AUS -  |        |        | 2        | 35位       | 0      |
| 2001年 | 250cc  | ヤマハ                  | YZR250 | JPN 10 | RSA -  | ESP -  | FRA -  | ITA -  | CAT 13 | NED -  | GBR -  | GER -  | CZE 16 | POR NC | VAL 17 | PAC 9  | AUS 12 | MAL -  | BRA -  |        |        | 20       | 22位       | 0      |
| 2002年 | 250cc  | ヤマハ                  | TZ250  | JPN NC | RSA NC | ESP 15 | FRA 12 | ITA NC | CAT 16 | NED 17 | GBR 14 | GER 16 | CZE -  | POR -  | BRA -  | PAC -  | MAL -  | AUS -  | VAL -  |        |        | 7        | 29位       | 0      |
| 2004年 | 250cc  | NC World Trade ヤマハ   | TZ250  | RSA 22 | ESP 15 | FRA 21 | ITA 21 | CAT 18 | NED 19 | BRA 20 | GER 17 | GBR 19 | CZE NC | POR 17 | JPN 18 | QAT 13 | MAL NC | AUS NC | VAL NC |        |        | 4        | 31位       | 0      |
| 2005年 | 250cc  | カンペテッラ-アプリリア | RS250  | ESP -  | POR -  | CHN -  | FRA -  | ITA -  | CAT -  | NED -  | USA -  | GBR NC | GER 18 | CZE NC | JPN 22 | MAL 10 | QAT 10 | AUS NC | TUR NC | VAL 15 |        | 13       | 21位       | 0      |
| 2006年 | 250cc  | カンペテッラ-アプリリア | RS250  | ESP -  | QAT -  | TUR -  | CHN -  | FRA -  | ITA -  | CAT -  | NED -  | GBR -  | GER -  | USA -  | CZE 17 | MAL 13 | AUS 19 | JPN 18 | POR 18 | VAL 16 |        | 3        | 31位       | 0      |
| 2007年 | 250cc  | カンペテッラ-アプリリア | RS250  | QAT NC | ESP 17 | TUR NC | CHN 14 | FRA 14 | ITA 15 | CAT 15 | GBR 13 | NED 12 | GER 16 | USA -  | CZE -  | RSM -  | POR -  | JPN -  | AUS 18 | MAL 18 | VAL 19 | 13       | 23位       | 0      |

## エピソード
- 『Team2ch』の本拠であった、2chバイク板の応援スレッドでは、初期の頃から、振り込みを行ったスレ住人の報告に対して、感謝の意をあらわす侍のアスキーアート(AA)が貼られていた。後日このAAはキャラクター化され、『シャキーン侍』の名で親しまれ、Tシャツ等商品化されている。勿論、その売り上げの利益は関口のスポンサー料に充当されている。

- 2chバイク板の応援スレッドには、ときどき関口本人が節目の挨拶に書き込みに来る。スレッド住人は彼を「たろさ」と呼び暖かく歓迎している。後に関口が2ch専用ブラウザソフト「ギコナビ」を駆使していることが判明し、専用ソフトを使いこなせる関口は立派な2ちゃんねらーであるということから、スレッドでは敬愛を込めて、GPライダーならぬ「GPネラー」の愛称をつけた。
- 吉沢明歩のファンであることをファンイベント、インタビュー等で公言。その縁で2010年、全日本ロードレース選手権第6戦（ツインリンクもてぎ）では吉沢がレースクイーンを務めた。

## 参照
1. ↑  Taro Sekiguchi career statistics at MotoGP.com